# Diecéze ptujská
Diecéze ptujská je titulární diecéze římskokatolické církve.

## Historie
Ptuj v dnešním Slovinsku, byla římskou koloni Poetovio, nacházející se v římské provincii Noricum. Byla sufragánní diecézí akvilejského patriarchátu. Po 4. století jsou jména biskupů neznámá: diskutuje se o tom, zda biskup jmenovaný jako biskup v ecclesia Breonensis může být chápán jako biskup v Ptuji. Dnes je diecéze obnovena jako titulární.

## Biskupové ve starověku
- Svatý Viktorín z Ptuje (začátek 4. stol.)
- Aprianus (zmíněn r. 343)
- Marcus (zmíněn r. 381)
  - Julianus Valens (zmíněn r. 381) (arián)
- anonymní biskup ? (v době Justiniána Velikého)

## Titulární biskupové
| hodnost          | jméno              | úřad                                                | od              | do            |
| ---------------- | ------------------ | --------------------------------------------------- | --------------- | ------------- |
| titulární biskup | Anton Stres, C. M. | pomocný biskup v arcidiecézi mariborské (Slovinsko) | 13. května 2000 | 7. dubna 2006 |
| titulární biskup | Pavel Posád        | pomocný biskup v diecézi českobudějovické           | 26. ledna 2008  | dosud         |